# Florinta
Florinta – wieś w Rumunii, w okręgu Suczawa, w gminie Șcheia. W 2011 roku liczyła 87 mieszkańców. 